# 위국헌신상
위국헌신상(爲國獻身賞)은 국방부 차원의 모범 장병 포상 제도로써 2010년, 국방부와 조선일보가 안중근(安重根) 의사 순국 100주년과 조선일보 창간 90주년을 맞아 공동으로 제정한 것이다. 나라를 지키기 위해 묵묵히 자기 본분을 다하는 참다운 군인과 국방·안보 분야 발전에 기여한 군무원·연구원들에게 주는 상으로 상 이름은 안 의사의 유묵(遺墨)인 '위국헌신(爲國獻身) 군인본분(軍人本分)'에서 따왔다.

## 역사
- 2010년 3월 2일, 국방부와 조선일보간 '위국헌신상' 공동포상 양해각서에 체결[1]
- 2010년 9월 30일, 제1회 위국헌신상 시상식, 11명 수상[2]
- 2011년 9월 30일, 제2회 위국헌신상 시상식, 11명 수상[3]
- 2012년 10월 10일, 제3회 위국헌신상 시상식, 11명 수상[4]

## 포상
충성, 용기, 책임, 헌신, 창의 5개 부문으로 수상자들에게는 1000만 원의 상금과 국방부장관 표창, 그리고 각종 선발시 우대 혜택이 주어진다.

## 수상자
제1회 수상자
- 충성부문

육군중령 하종식(합참 공동전역기획담당, 연합작전의 전문가)
해군소령 이희완(해군교육사령부, 제2연평해전의 영웅)
- 용기부문

해군중령 김진황(해군5전단 해난구조대장, 해난구조 열정 다해)
공군준위 강용수(공군6탐색구조전대, 탐색구조 탁월 수행)
- 책임부문

육군중령 이희제(육군39사단 공병대대장, 창의적 아이디어 맨)
군무서기관 김대홍(육군종합정비창, 자격증 없는게 없어)
- 헌신부문

육군중령 이용석(국군유해발굴감식단, 유해발굴의 베테랑)
군무원 권순정(공군20전투비행단, 생명보호 수호천사)
- 창의부문

선임연구원 체제욱(국방과학연구소, 복합 소총 최초 개발)
육군원사 최재근(육군특전사령부, 군 피복 분야의 달인)
- 한미동맹상

美해병대중령 에스카미아(한미연합사령부, 한미동맹 두뇌 역할)
제2회 수상자
- 충성부문

육군소령(진) 이우진(육군3사단, 월북자 체포 등 완벽한 GP 지킴이)
공군중령 이진욱(공군11전투비행단, 모든 전투기 탑승한 영공방위의 핵심역)
- 용기부문

해군중령(진) 안병주(해군작전사령부, 총상 불구 아덴만 여명 작전 현장 지휘)
공군중령 박태정(공군6탐색구조비행전대, 국민의 생명·재산 보호에 큰 역할)
- 책임부문

육군중령 김종엽(국방연구원, 슬로건 공모 참여·입상 기록 9건)
해병대위 김정수(해병대사령부, 북의 연평도 도발 시 현장 지휘)
- 헌신부문

육군준위 오이석(육군항공작전사령부, 도태장비 검사 등 효율적 군 예산 운영)
육군중사 최재룡(육군31사단, 10년간 450회의 헌신적인 자원봉사)
- 창의부문

해군대위 오경원(해군2함대사령부, 함정기술 연구 43억 원 예산 절감)
공군준위 정경남(공군3훈련비행단, KT-1 항공기 엔진세척 보조장비 제작)
- 한미동맹상

美공군중령 스코트 P. 마스커리(미7공군사령부, 한미 패밀리데이 등 이해증진 기여)
제3회 수상자
- 충성부문

해병대중령 임요한(해병대6여단, 서북도서 방어의 중추 역할)
육군상사 진혁(육군15사단수색대대, 2012년까지 DMZ 작전 1000회)
- 용기부문

해군준위 유병호(청해부대, 수중작전 2000회 등 해군의 對테러 최고 전문가)
육군상사 주명옥(한미연합사령부, 화염 속 두 차례 뛰어들어 민간인 7명 구함)
- 책임부문

공군소령 김삼권(합동군사대학, 軍·기관 대상 '독도 강연' 1000시간)
육군준위 김문규(현병수사관, 군납 유류 77만 리터 횡령 적발)
- 헌신부문

군무원 임오득(해군군수사령부, 자격증 16개 헌혈 154회의 해군 정비왕)
육군중사 이대영('웃음체조' 개발한 관심병사 교육 교관)
- 창의부문

해군중령 정병윤(해군2함대사령부, 세종대왕함 설계·건조 100여건 개선)
공군소령 최종욱(공군15혼성비행단, 공군 작전 프로그램 개발로 129억원 절감)
- 한미동맹상

美육군하사 마이클 스콧(주한미특수전사령부, 한미 연합특수전사령부 작전 능력 높여)